# Одилов, Алишер
Алише́р Оди́лов (узб. Alisher Odilov; род. 15 июля 2001) — узбекистанский футболист, нападающий клуба «Нефтчи (Фергана)».

## Биография
Выступал за юношеские и молодёжные команды ташкентских клубов «Пахтакор» и «Олимпик». В чемпионате Узбекистана дебютировал 9 марта 2022 года в матче против «Коканда 1912» (0:1).
В составе сборной Узбекистана до 23 лет играл на чемпионатах Азии среди молодёжных команд в 2022 (второе место) и 2024 (второе место) годах.
На Азиатских играх 2022 года в Китае сборная Узбекистана заняла третье место, обыграв в решающем матче Гонконг со счётом 4:0, а Одилов забил первый гол в игре.
Накануне старта Олимпийских игр 2024 года в Париже Тимур Кападзе включил Одилова в состав олимпийской сборной Узбекистана для участия в турнире.

## Достижения
- Финалист Кубка Азии (до 23 лет): 2022, 2024